# آلوده (آلبوم)
آلوده سومین آلبوم گروه اوهام می‌باشد که در سال ۱۳۸۴ توسط شرکت بم‌آهنگ در کانادا منتشر شد. این آلبوم شامل ۱۲ قطعه است. ترانه‌های این آلبوم از اشعار حافظ و مولانا می‌باشد.

## ترانه‌های آلبوم
| نام ترانه          | ترانه‌سرا | آهنگساز و تنظیم‌کننده | زمان |
| ------------------ | -------- | -------------------- | ---- |
| «درد عشق»          | حافظ     |                      | ۴:۲۸ |
| «منبر»             | حافظ     |                      | ۴:۲۵ |
| «ساقی»             | مولانا   |                      | ۴:۳۷ |
| «آلوده»            | حافظ     |                      | ۴:۱۶ |
| «آتش تو»           | مولانا   |                      | ۳:۵۲ |
| «غم دل»            | حافظ     |                      | ۵:۲۳ |
| «بشنو از نی»       | حافظ     |                      | ۳:۵۳ |
| «مست»              | مولانا   |                      | ۴:۰۴ |
| «تهران»            | (بی‌کلام) |                      | ۲:۱۱ |
| «طلعت تو»          | حافظ     |                      | ۴:۴۴ |
| «همه تزویر می‌کنند» | حافظ     |                      | ۵:۰۲ |
| «کجا بوده‌ای»       | مولانا   |                      | ۴:۲۷ |